# Великий Окич
Великий Окич (словен. Veliki Okič) — поселення в общині Видем, Подравський регіон‎, Словенія.